# Nieuwendijk
Nieuwendijk es una importante calle comercial del centro de Ámsterdam (Países Bajos). Hay unas doscientas tiendas a lo largo de la calle, que data de la Alta Edad Media y cuenta con 98 edificios declarados rijksmonument.
Nieuwendijk discurre en dirección noreste desde la Plaza Dam, y posteriormente gira hacia la izquierda cerca de Prins Hendrikkade. Entonces se dirige hacia el noroeste, cruzando la ancha calle Nieuwezijds Voorburgwal en Martelaarsgracht, hasta llegar al canal Singel, donde continúa hacia el oeste con el nombre de Haarlemmerstraat. Nieuwendijk forma parte de una trama urbana medieval y de ella se desvían muchos callejones estrechos. Hay nueve callejones entre Nieuwendijk y Damrak, siete entre Nieuwendijk y Nieuwezijds Voorburgwal, y otros tres se dirigen hacia el este y el oeste desde Nieuwendijk pasado Martelaarsgracht.
El Korte Nieuwendijk (literalmente, «corto Nieuwendijk»), el tramo más occidental, entre Martelaarsgracht y Singel, fue peatonalizado en la década de 1970. En 2013, se peatonalizó toda la calle.

## Historia

### Edad Media

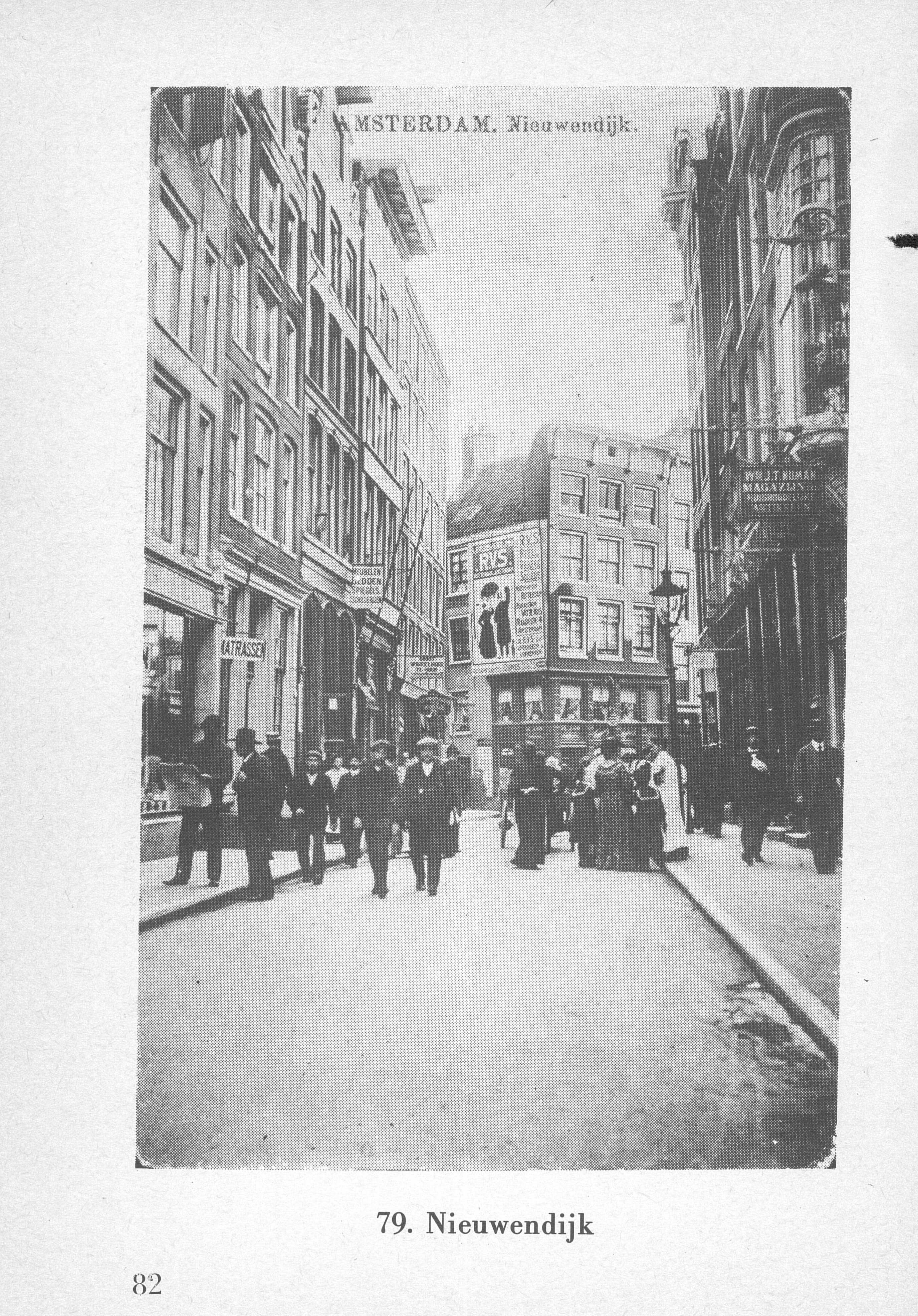
Fotografía de Nieuwendijk entre 1900 y 1914.

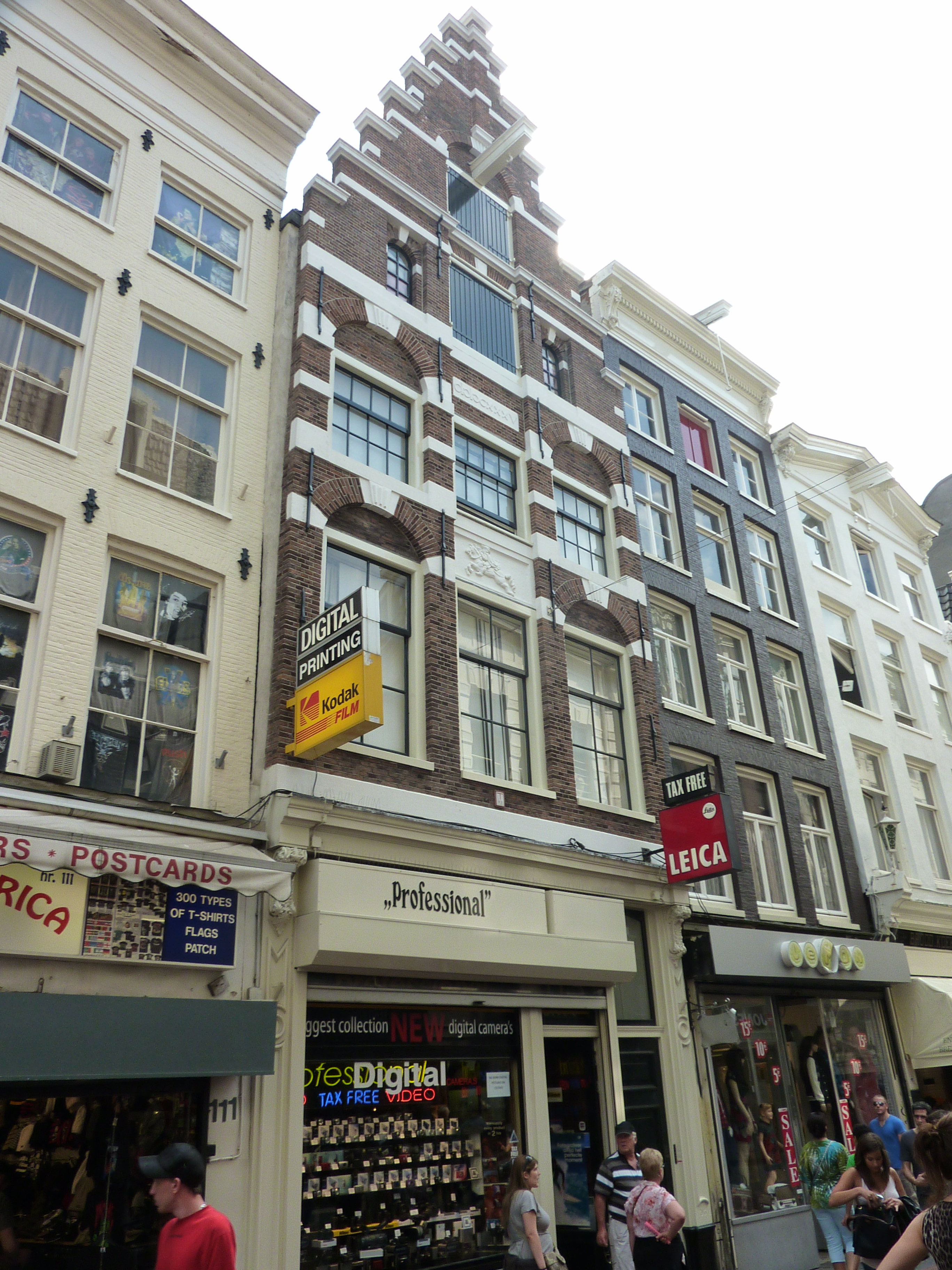
Nieuwendijk 113, un rijksmonument que data de 1635.

Nieuwendijk es una de las calles más antiguas de Ámsterdam. Nieuwendijk (literalmente, «nuevo dique») y Kalverstraat formaban originalmente un dique que discurría por el lado occidental de la Ámsterdam medieval. Las señales más antiguas de presencia humana en la ciudad, que datan de finales del siglo xii, se encuentran en Nieuwendijk y Oudekerksplein. Aquí se construyeron pequeñas granjas en montículos artificiales, llamados terpen.
Los primeros edificios no agrícolas de Ámsterdam también fueron construidos en Nieuwendijk. Las excavaciones arqueológicas en los terrenos del antiguo Cinema Royal en Nieuwendijk 154 revelaron una casa que data de 1225, medio siglo antes de la primera mención por escrito de la ciudad. Las excavaciones también revelaron un pequeño castillo en la esquina de Nieuwendijk y el callejón Dirk van Hasseltsteeg, construido en torno a 1275. Esta fortificación fue derribada alrededor de 1300. Probablemente esto tuvo que ver con la ocupación de Ámsterdam en 1303-1304 por Jan van Amstel, tras lo cual el conde Guillermo III de Holanda ordenó que la ciudad demoliera sus defensas.
Poco después de 1390, se demolieron varios edificios en el extremo sur de Nieuwendijk para crear una plaza a lo largo de la presa del río Ámstel llamada De Plaats, y allí se construyó el ayuntamiento de la ciudad. Esta plaza se convertiría en la actual Plaza Dam.

### Historia moderna
Nieuwendijk ya era una importante calle comercial en el siglo xvii. En 1870, Simon Goudsmit fundó una mercería en Nieuwendijk 132, Magazijn de Bijenkorf, que creció hasta convertirse en la actual cadena de grandes almacenes De Bijenkorf. Otro comerciante exitoso que empezó en Nieuwendijk fue Anton Sinkel, quien en 1821 abrió una tienda en Nieuwendijk 174-176, que creció hasta convertirse en una cadena de tiendas con presencia en todo el país. Winkel van Sinkel («la tienda de Sinkel») es una expresión holandesa usada para referirse a una tienda que vende una gran variedad de bienes. Los hermanos Ephraim y Levi Gerzon abrieron su primera tienda en Nieuwendijk en 1889, y después una cadena de tiendas por todo el país. El diseñador de moda Fong Leng abrió su primera tienda en Nieuwendijk en 1969. El empresario Roland Kahn (propietario del grupo MS Mode) también abrió su primera tienda en Nieuwendijk.
En la década de 1950, Nieuwendijk se convirtió en un centro de la subcultura juvenil nozem. Los nozems de Nieuwendijk, que eran conocidos como dijkers, predominantemente de clase trabajadora e influidos por el rock and roll, a menudo se involucraban en peleas con los nozems de Leidseplein, conocidos como pleiners, más educados e influidos por el jazz. El término nozem fue popularizado por un artículo de 1955 en la revista Vrij Nederland, titulado De nozems van de Nieuwendijk («Los nozems de Nieuwendijk»).

## Residentes notables
- Jacob Adriaensz Backer (1609–1651), pintor.
- Albert Greiner (1833–1890), fotógrafo.
- Jacob J. Hinlopen (1582–1629), comerciante.
- Jan Jacobszoon Hinlopen (1626–1666), comerciante.
- Thijmen Jacobsz Hinlopen (1537–1637), comerciante.
- Cornelis Hooft (1547–1627), alcalde y comerciante.
- Walewijn van der Veen (1617-1669), comerciante, abogado y notario de Nueva Ámsterdam.